# Sina y la anguila

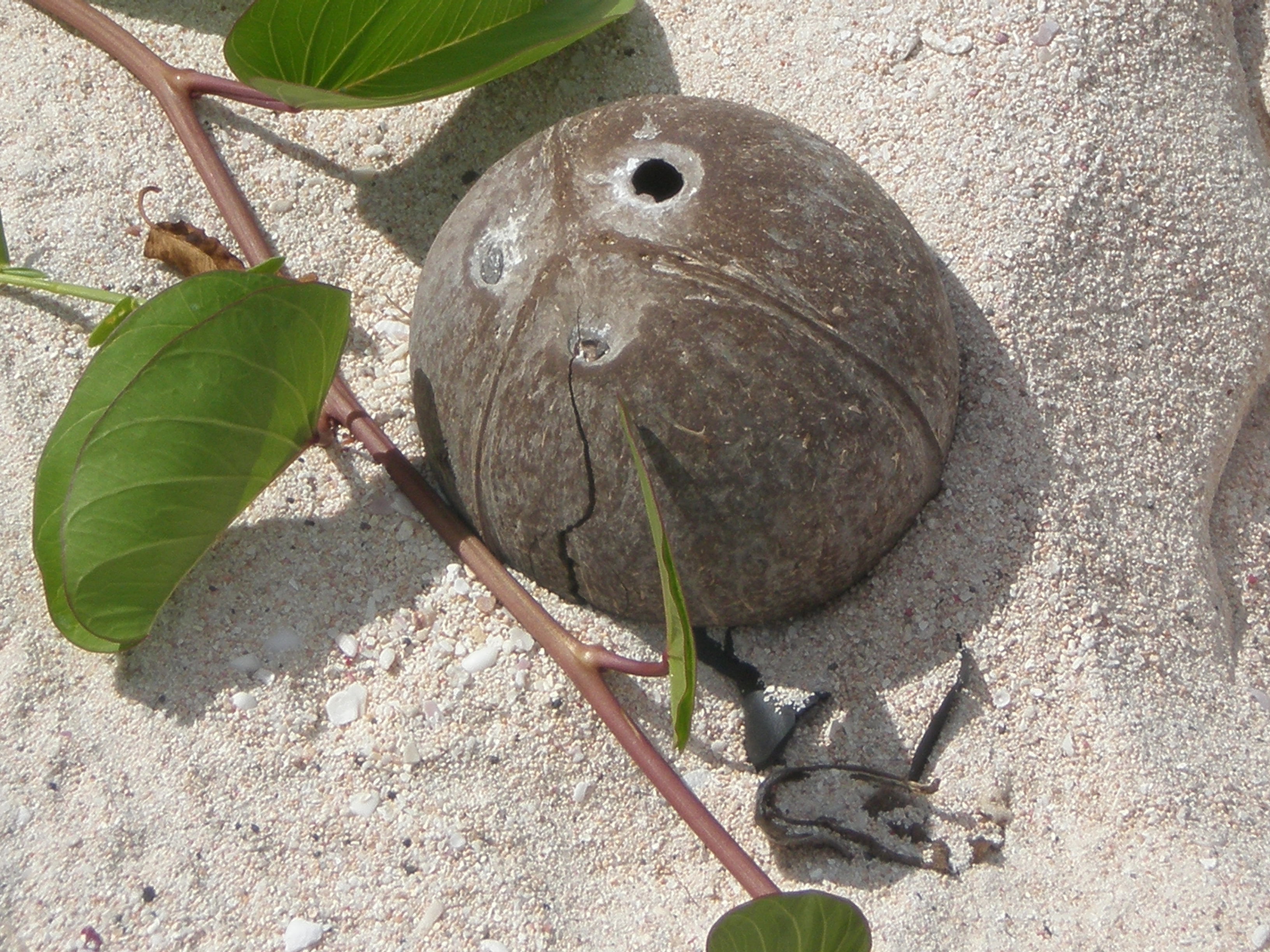
Cáscara de coco similar a un rostro

Sina y la anguila es un mito de la Polinesia que explica los orígenes del primer cocotero, la historia en diferentes versiones es bien conocida en Samoa, Tonga, Fiyi y por los maoríes de Nueva Zelanda. Según algunas versiones el mito cuenta que una chica llamada Sina tenía como mascota a una anguila pequeña, al crecer la anguila se enamoró de Sina y ella se asusto y trató de huir, pero el pez la siguió. Tras diversos sucesos la anguila muere, mientras moría le pidió a Sina que plantara su cabeza en el suelo, del cual creció un cocotero el cual dio un fruto, el coco, cuando Sina toma un trago, está besando a la anguila.

## Origen
Es probable que el origen y la domesticación del cocotero tuviera lugar en las costas tropicales del indo-pacífico, la planta ha sido uno de los principales cultivos de la Polinesia y parte fundamental de la vida de estas sociedades, durante siglos ha provisto materiales para construir, herramientas y alimento. La importancia del cocotero en la Polinesia provocó la aparición de leyendas sobre su origen, entre ellas la de Sina y la anguila originaria de Samoa y Tonga.

## Mito
Una versión samoana del mito cuenta que el rey de Fiyi, el Tui Fiti, escuchó de una linda chica llamada Sina y decidió hacerla su esposa, utilizando sus poderes mágicos se convirtió en una anguila joven y nadó hasta Samoa. Sina encuentra a la anguila y la llevó a su choza como mascota, la mantuvo en su casa en un cuenco y al crecer la llevó a una laguna del pueblo, cuando Sina iba a bañarse la anguila salía de su escondite y empezaba a rodear y apretarla, por lo que Sina se asusto y dejó de bañarse en la laguna. Luego ella se iba a bañar en un manantial cerca de su hogar pero la anguila aparecía cada vez que se bañaba, huyó del pueblo mientras todos dormían, en el camino cada vez que se detenía por agua cerca de un manantial aparecía la anguila, Sina siguió viajando, de pueblo en pueblo, de isla en isla, pero a todas partes la anguila la seguía.
Sina llegó a una aldea y todos los aldeanos asustados decían que una anguila enorme se acercaba, al llegar frente a Sina le dijo "Hermosa Sina, perdóname, soy el Tui-Fiti del lejano Fiyi, vine a buscarte para hacerte mi esposa pero hace mucho que perdí mi magia y no puedo volver a convertirme en un hombre, he viajado mucho y estoy cansado, pronto moriré te ruego que cuando muera me quites la cabeza y la entierres frente a tu choza, de ella crecerá un árbol que te será muy útil, bebe de este fruto cuando tengas sed y cuando lo hagas me estarás besando". La anguila murió y Sina plantó su cabeza de la cual creció allí un árbol como nadie antes había visto, este fue el primer cocotero.

### Versiones
En otra versión del mito, un dios anguila que vivía cerca de una aldea se enamoró de una chica llamada Sina, en otras versiones llamada Hina, que se bañaba en una laguna, cuando ella se bañaba la anguila se le acercaba de forma demasiado amistosa. Un día la anguila se convirtió en un hombre y ambos se hicieron amantes, Sina quedó embarazada y fue contárselo a la anguila, pero la anguila le advirtió que una gran ola arrasaría con la aldea excepto con la casa de Sina, la anguila le dijo que iría hasta su hogar y que ella tendría que cortar y sembrar la cabeza de la anguila, le explico que crecería un árbol y sus diversos usos. Al día siguiente sucedió lo que predijo la anguila, Sina cortó y sembró la cabeza de la anguila, y creció el primer cocotero que le proporcionó alimentos.

## Interpretación
El mito explica los orígenes del cocotero, autores también lo consideran un mito de amor prohibido entre amantes de mundos diferentes, desde la perspectiva de Sina explora el sentimiento de amor al principio por la anguila joven, sustituido por un miedo y odio a medida que la anguila crece, para volver a experimentar amor por ella al momento de la muerte de la anguila. En la mitología samoana la anguila es considerado un símbolo fálico, por lo que son obvias sus connotaciones sexuales.

## Cultura popular
En la película Moana la canción "You're Welcome" hace referencia a Sina y la anguila, cuando el semidiós polinesio Maui mató una anguila y enterró sus entrañas en el suelo para cultivar cocoteros. Aunque no se menciona en la película, los créditos enumeran a la madre de Moana como Sina, durante una escena se muestra a Sina enseñándole a Moana cómo cosechar cocos y usar las partes del cocotero.